# Klippe des Annes
La klippe des Annes est un massif géologique de France situé en Haute-Savoie, dans le massif des Bornes au contact de la chaîne des Aravis au nord-ouest de l'autre côté du col des Annes. Elle tient son nom du hameau d'alpage des Annes situé au col du même nom, sur la commune du Grand-Bornand. Cette formation géologique est une klippe liée à la nappe des Préalpes médianes, tout comme la montagne de Sulens au sud-sud-ouest.

## Géographie
La klippe des Annes se trouve dans le sud-est de la France, dans les Alpes occidentales, dans le massif des Bornes, bordée au sud-est par la chaîne des Aravis et au nord-est par la chaîne du Bargy faisant elle-aussi partie du massif des Bornes. Elle est formée de deux montagnes séparées par le col de la Clef des Annes et le vallon du Maroli : au nord le petit chaînon montagneux de la tête d'Auferrand, la pointe de Deux Heures, la pointe de Grande Combe et la pointe d'Almet et au sud le mont Lachat de Châtillon et le roc des Arces,,,.

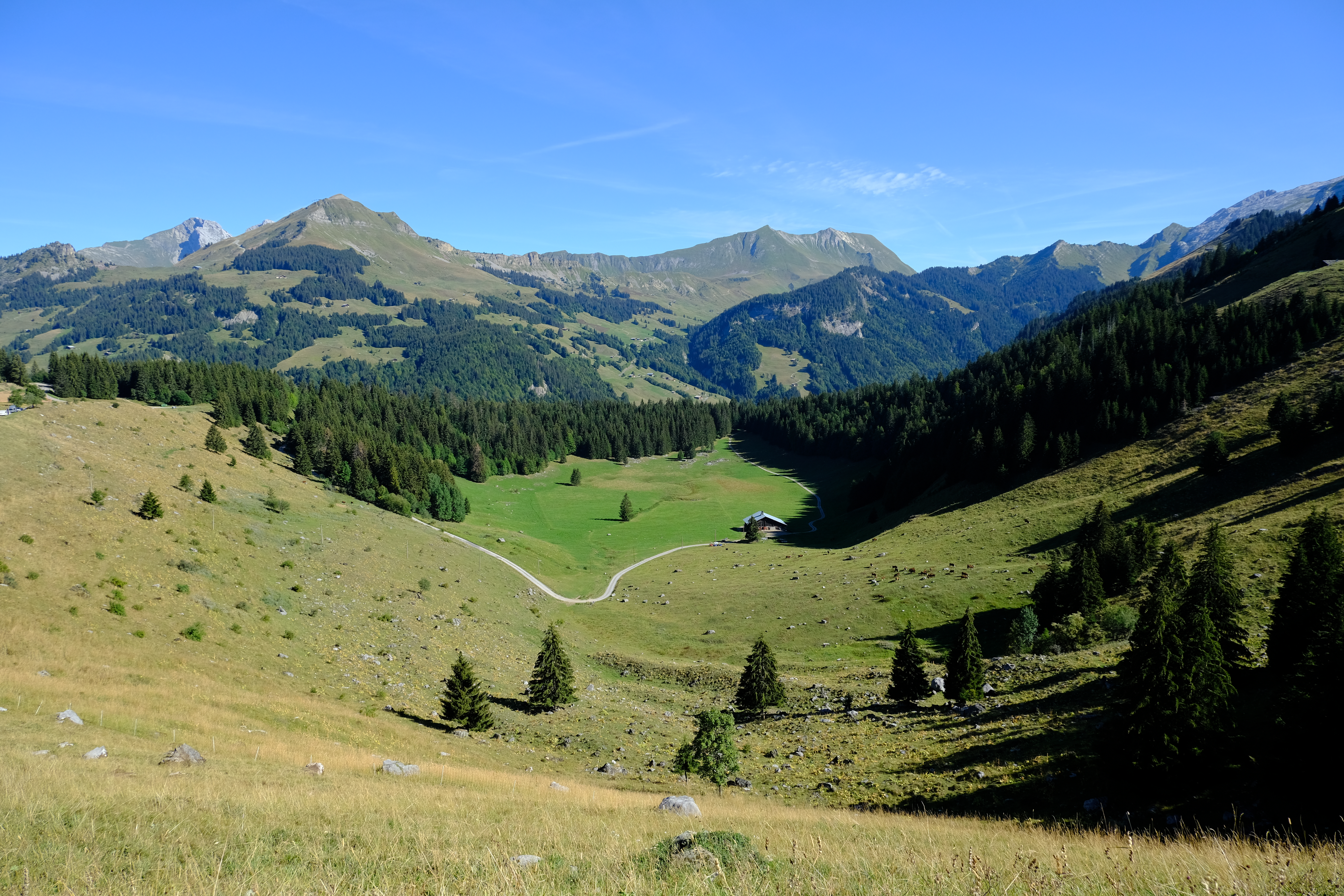
Vue depuis le col des Confins au sud du mont Lachat de Châtillon à gauche et en arrière au centre le chaînon tête d'Auferrand-pointe d'Almet constituant la klippe des Annes.